# Cassia barclayana
Cassia barclayana är en ärtväxtart som beskrevs av Robert Sweet. Cassia barclayana ingår i släktet Cassia och familjen ärtväxter. Utöver nominatformen finns också underarten C. b. pubescens.